# Michael MacLaverty
Michael MacLaverty (1904-1992) est un écrivain irlandais, auteur de romans et de nouvelles. Il naquit dans le comté de Monaghan puis s'installa à Belfast où il enseigna. Il vécut brièvement sur l'île de Rathlin, au large de la côte du Comté d'Antrim. Dans les années 1960, il fut directeur de l'école secondaire St. Thomas dans le quartier de Falls Road à Belfast. Seamus Heaney faisait alors partie du personnel de l'école. Heaney se souvient de l'entousiasme de MacLaverty pour l'enseignement mais aussi pour la littérature. Il fit connaître l'œuvre de Patrick Kavanagh à Heaney. Heaney a résumé ainsi sa contribution : « Sa voix était modeste, il ne rechercha jamais la célébrité, mais malgré cela sa place dans notre littérature est assurée. »

## Œuvres
- Call My Brother Back (1939)
- Lost Fields (1941)
- Collected Short Stories (1978)